# چاکرا پونت
چاکرا پونت (به اسپانیایی: Ch'aqra Punta) یک کوه در پرو است که در Peru, Huancavelica Region واقع شده‌است. چاکرا پونت  ۵٬۰۰۰ متر بالاتر از سطح دریا واقع شده‌است.